# Maurice Cohen (sport)
Pour les articles homonymes, voir Maurice Cohen.
Maurice Cohen, né le 26 avril 1955, a été, de juillet 2002 à septembre 2009, le président de l'Olympique Gymnaste Club Nice, club de football français évoluant actuellement en Ligue 1.

## Biographie
Issu du milieu amateur, il est président du Cavigal (club omnisports amateur de Nice), lorsqu'en juillet 2002, il devient président de l'OGC Nice, qui vient de remonter en Ligue 1. C'est un président très apprécié par le club et ses supporters, notamment pour sa gestion saine du club et sa réelle volonté de reconstruire sur le long terme un club qui s'appuie sur une forte identité et un passé glorieux.
La saison 2005-2006 est une année décisive dans la réalisation du projet de devenir durablement un des 6 ou 7 meilleurs clubs de France et de renouer avec les compétitions européennes. C'est sous sa présidence que le projet de construction du Grand Stade de Nice à Saint-Isidore est entériné, puis finalement annulé.
Le soir du 23 janvier 2007, à la suite d'une série de mauvais résultats du club, Maurice Cohen démissionne, avant d'être finalement réintégré à son poste 3 jours plus tard.
À la suite de mauvais résultats sportifs au début de la saison 2009-2010, et surtout des conflits qui l'opposent aux actionnaires majoritaires du club, les familles Stellardo et Governatori, au sujet des projets de réorganisation de l'OGC Nice, Maurice Cohen annonce le 21 septembre 2009  qu'il quittera son poste de président à la date du 29 septembre 2009, et qu'il entend revendre la participation minoritaire (5 %) qu'il détient dans la SASP OGC Nice.